# Rakovicaupproret

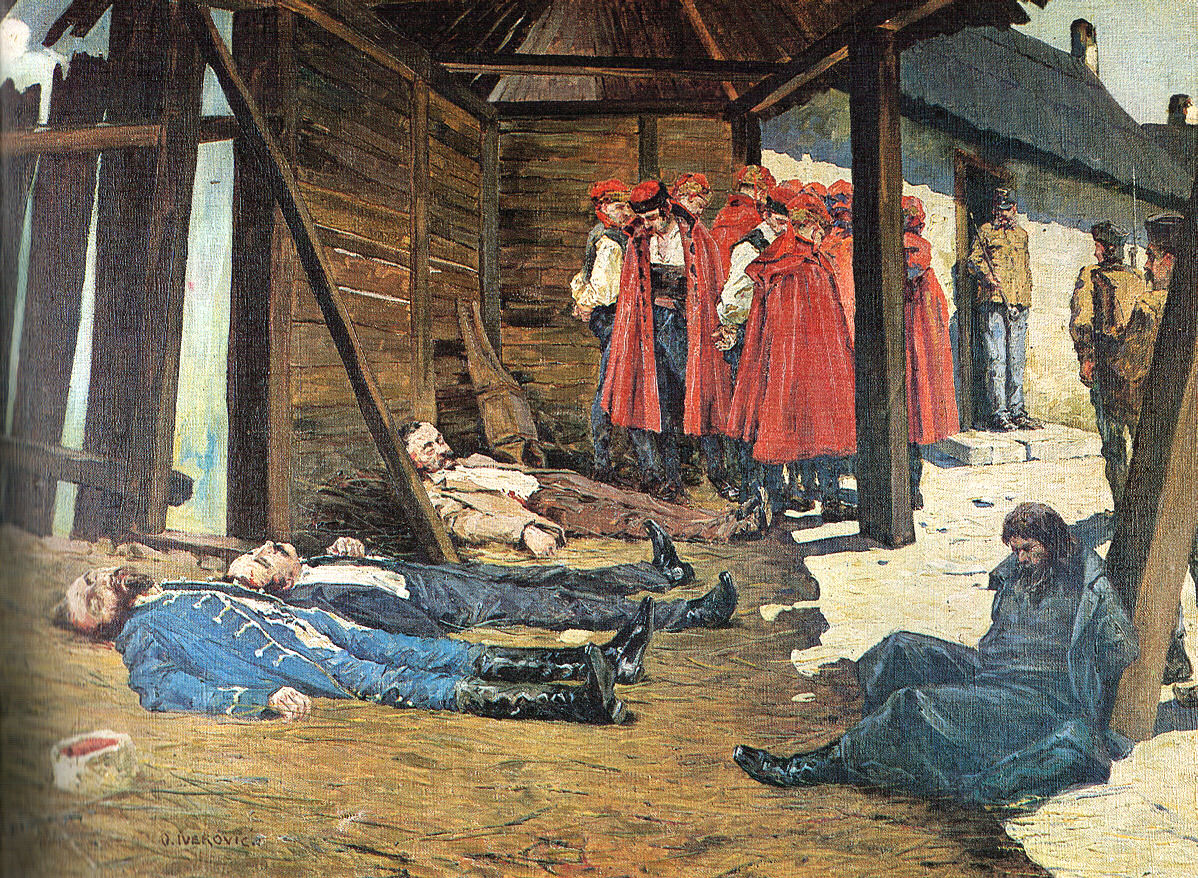
Massakern i Rakovica (Eugen Kvaterniks död) av Oton Iveković

Rakovicaupproret (kroatiska: Rakovička buna) var ett kroatiskt uppror mot Österrike-Ungern år 1871 och har fått sitt namn efter orten Rakovica där det utspelade sig.
Upproret leddes av Eugen Kvaternik och inleddes i byn Broćanci den 8 november 1871 men spred sig omgående till Rakovica. Kvaternik, som redan 1859 hade försökt att åstadkomma ett liknande uppror, hade börjat att planera Rakovicaupproret redan under våren 1871.
Upproret grundade sig i ett missnöje med den kroatisk-ungerska kompromissen och önskan hos upprorsmännen att etablera ett oberoende Kroatien som inte stod under österrikisk eller ungersk dominans. Efter att upproret misslyckats utropade Kvaternik en kroatisk regering i Rakovica. Tillsammans med sina anhängare tog Kvaternik snabbt kontrollen över runtliggande byar. Den österrikiska armén sändes dock till platsen för att krossa Kvaterniks styrkor som bestod av några hundra män. Kvaternik dog i en strid mellan upprorsmännen och armén, och upproret slogs ner.